# خماسي المساري
خماسي المساري أوالصمام الخماسي (بالإنجليزية: Pentode)‏ نبيطة تطورت من الصمام الرباعي الذي تطور من الصمام الثلاثي وهو مكون إلكتروني يستعمل في تضخيم الإشارة.اخترعه المهندس الألماني برنارد تيليجين عام 1926 في حينما كان يعمل في فيليبس.

## مبدأ العمل

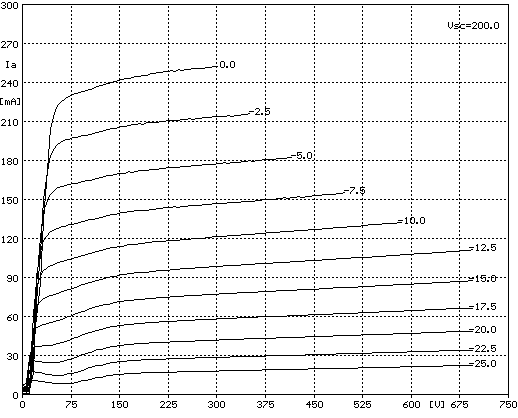
منحنى الجهد\التيار للصمام الخماسي KT88.

الصمام الخماسي ليس سوى صمام رباعي أضيف إليه كابت.والكابت يوضع بين المصعد وشبكة الحجب لتقليص الانبعاث الثانوي من المصعد.حيث يوضع الكابت في مكانه بين المصعد وشبكة الحجب على جهد سالب بالنسبة للمصعد وشبكة الحجب (يوصل مع المهبط) أو مؤرض ليجذب الالكترونات الثانوية المنبعثة من المصعد نحو الكابت ويمنعها من بلوغ شبكة الحجب.وهذا يعالج أثر المقاومة السالبة الذي يظهر في الصمامات الرباعية.وهذا ما يعزز أداء الصمام الخماسي أمام الرباعي وذلك لقلة الفقد في شبكة الحجب كما يحافظ على خطية منحنى الجهد\التيار عند نفس جهد شبكة التحكم بعكس اللاخطية التي تفرضها المقاومة السالبة في الصمامات الرباعية.